# Tatarzy krymscy
Tatarzy krymscy, czasem Krymscy (krym. qırımtatarlar, liczba pojedyncza – qırımtatar; także krym. qırımlılar, liczba pojedyncza – qırımlı) – wschodnioeuropejski lud turecki historycznie ukształtowany na Krymie. Tatarzy Krymscy są rdzenną ludnością Krymu, a także jednym z rdzennych ludów Ukrainy. Posługują się językiem krymskotatarskim, który należy do rodziny języków tureckich.

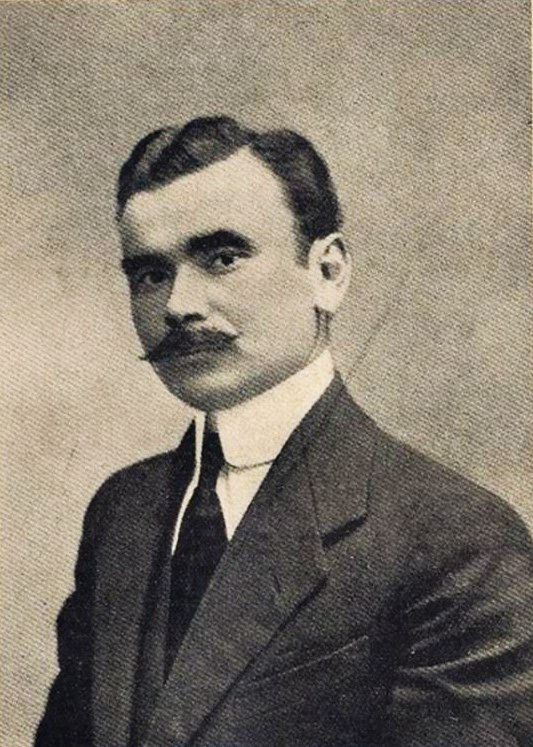
Noman Çelebicihan

## Rozmieszczenie
W 1850 roku Tatarzy krymscy stanowili 77,7% ludności Krymu, jednak od czasu wcielenia Krymu do ZSRR ich liczba wynosi nieco ponad 10% mieszkańców półwyspu. Wielu potomków emigrantów z Krymu z przełomu XIX i XX w. mieszka także w Turcji (jednym z większych skupisk jest prowincja Eskişehir), Uzbekistanie (po deportacjach stalinowskich w 1944) oraz Rumunii i Bułgarii (głównie w Dobrudży). Ich liczbę ocenia się na ok. 480 tys. osób, z czego 250 tys. na Krymie i 150 tys. w Uzbekistanie.
Procentowy udział w populacji miast krymskich (2001)
- Sewastopol (Aqyar) – 0,1%
- Symferopol (Aqmescit) – 7%
- Kercz (Keriç) – 1%
- Eupatoria (Kezlev) – 7,8%
- Jałta (Yalta) – 1,3%
- Teodozja (Kefe) – 4,6%
- Dżankoj (Canköy) – 8,1%
- Krasnoperekopsk (Yañı Qapu) – 3%
- Ałuszta (Aluşta) – 1,9%
- Saki (Saq) - 5,8%
- Bakczysaraj – 18,7%
- Armiańsk (Ermeni Bazar) – 3,5%
- Biłohirśk (Qarasuvbazar) – 27,8%
- Sudak (Sudaq) – 9,8%
- Szczołkine (Şçolkino) – 0,8%
- Inkerman (İnkerman) – 0,3%
- Stary Krym (Eski Qırım) – 29,2%
- Ałupka (Alupka) – 1,7%
- Bałakława (Balıqlava) – 0,1%

## Historia

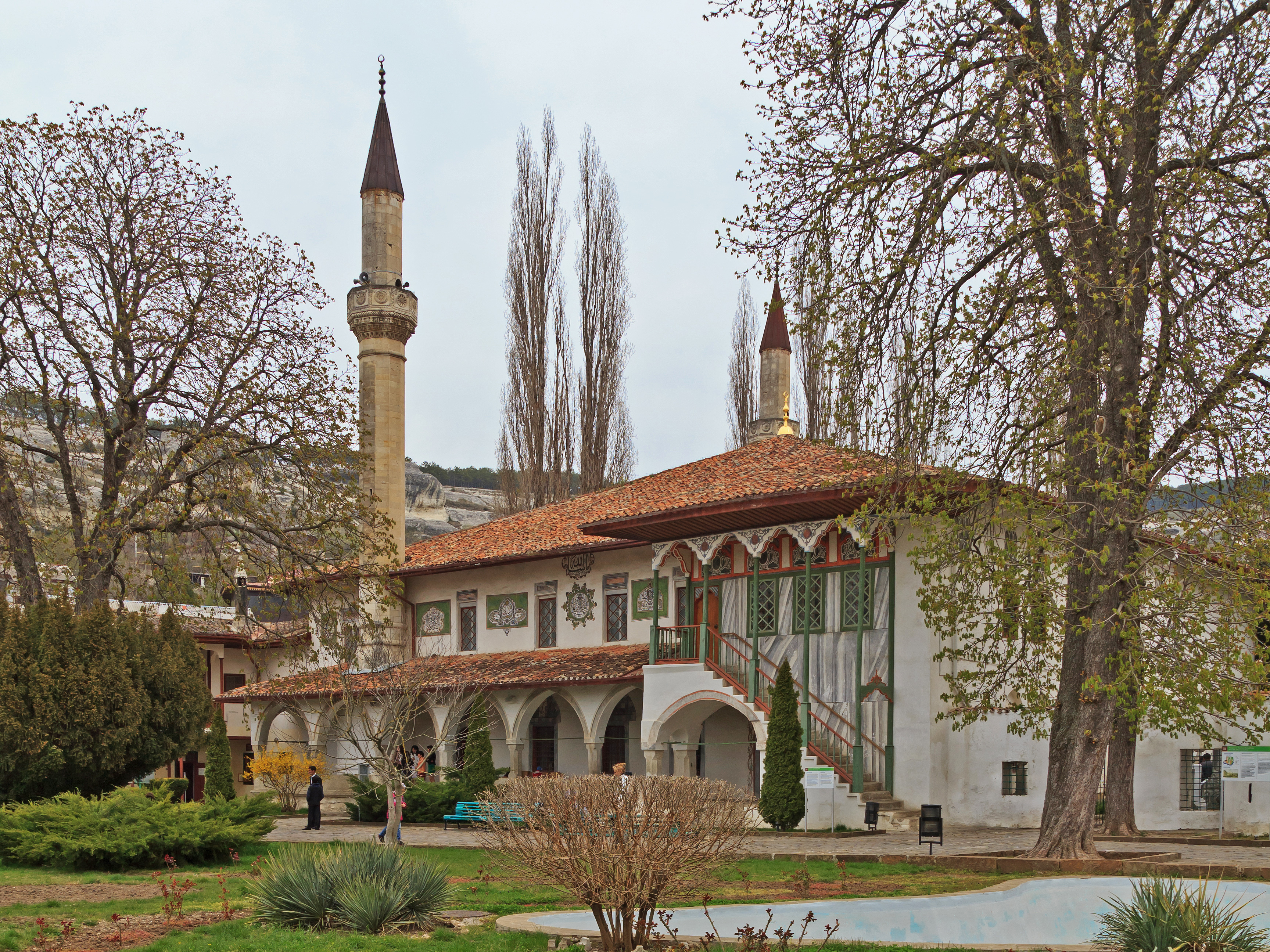
Wielki Meczet Chan-Dżami – tatarski meczet w Bakczysaraju

Tatarzy krymscy przybyli do Europy wraz z ekspansją Imperium mongolskiego. Po rozpadzie Złotej Ordy utworzyli Chanat Krymski, obejmujący zasięgiem większość Krymu, południowe obszary dzisiejszej Ukrainy oraz część Kubania. Chanat, zależny od Imperium Osmańskiego, wielokrotnie najeżdżał i łupił ościenne kraje, Polskę i Rosję, wciągając Turcję w wojny z sąsiadami. W 1783 Chanat Krymski został anektowany przez Imperium Rosyjskie. Od tego momentu rozpoczął się stopniowy napływ osadników rosyjskich i ukraińskich, na skutek czego na początku XX wieku Tatarzy stanowili już mniejszość na Krymie. W 1944 roku pod zarzutem kolaboracji z III Rzeszą niemal cała ludność tatarska została deportowana do Uzbekistanu.
W okresie upadku ZSRR rozpoczął się w 1989 roku stopniowy powrót Tatarów na Krym, jednakże wciąż w Uzbekistanie żyje liczna społeczność krymskotatarska. W 1991 utworzony został na Krymie Medżlis krymskotatarski oficjalnie reprezentujący miejscowych Tatarów krymskich. Stosunki Tatarów z rządem Ukrainy były poprawne, a ich stan zmieniał się w czasie. Dochodziło do konfliktów z władzami Autonomicznej Republiki Krymu, spory dotyczyły głównie zwrotu nieruchomości, statusu Tatarów jako ludności rdzennej oraz reprezentacji w organach przedstawicielskich.
W 1990 roku utworzono bibliotekę krymskotatarsą w Symferopolu. Otwarcie miało miejsce w lutym 1991 roku. Jej częścią w latach 1995–1999 była Krymskotatarska Galeria Narodowa.
Po wybuchu protestów Euromajdanu w 2013 roku Tatarzy jednoznacznie opowiadali się za pozostaniem Krymu w składzie Ukrainy, liczne protesty odbyły się marcu 2014 roku. Tatarzy w większości zbojkotowali referendum w sprawie przynależności państwowej Krymu. Po przyłączeniu Krymu do Rosji w marcu 2014 roku jego terytorium opuściło ponad 9000 Tatarów, głównie aktywni politycznie i zagrożeni represjami ze strony nowych władz. Wobec Tatarów zastosowano prowokacje policyjne, przeszukania i zastraszanie.
Od 2013 rośnie liczba Tatarów Krymskich w Polsce. Posiadają oni też swojego przedstawiciela w medżlisie krymskotatarskim oraz współpracują ze społecznością Tatarów polskich.
| Ludność Krymu      | 1795 | 1816  | 1835  | 1850  | 1858  | 1864  | 1897  | 1917  | 1920  | 1926  | 1934  | 1937  | 1939 | 1959  | 1979    | 1989    | 2001    |
| ------------------ | ---- | ----- | ----- | ----- | ----- | ----- | ----- | ----- | ----- | ----- | ----- | ----- | ---- | ----- | ------- | ------- | ------- |
| Ogólnie, w tys.    | 467  | 454,7 | 156,4 | 212,6 | 279,4 | 343,5 | 331,3 | 198,7 | 546,7 | 749,8 | 718,9 | 713,8 | 832  | 996,8 | 1 123,8 | 1 201,5 | 2 135,9 |
| Tatarzy krymscy, % | 87,6 | 85,9  | 83,5  | 77,8  | 73    | 50,3  | 35,6  | 28,7  | 26    | 25,1  | 23,8  | 20,7  | 19,4 | –     | 0,7     | 1,6     | 12,1    |
| Rosjanie, %        | 4,3  | 4,8   | 4,4   | 6,6   | 12,6  | 28,5  | 33,1  | 41,2  | 44,1  | 42,2  | 44    | 47,7  | 49,6 | 71,4  | 68,4    | 67,1    | 58,3    |
| Ukraińcy, %        | 1,3  | 3,7   | 3,1   | 7     | 4     | –     | 11,8  | 8,6   | 7,4   | 10,9  | 10,9  | 12,9  | 13,7 | 22,3  | 25,6    | 25,8    | 24,3    |

### Historyczne rozmieszczenie Tatarów krymskich

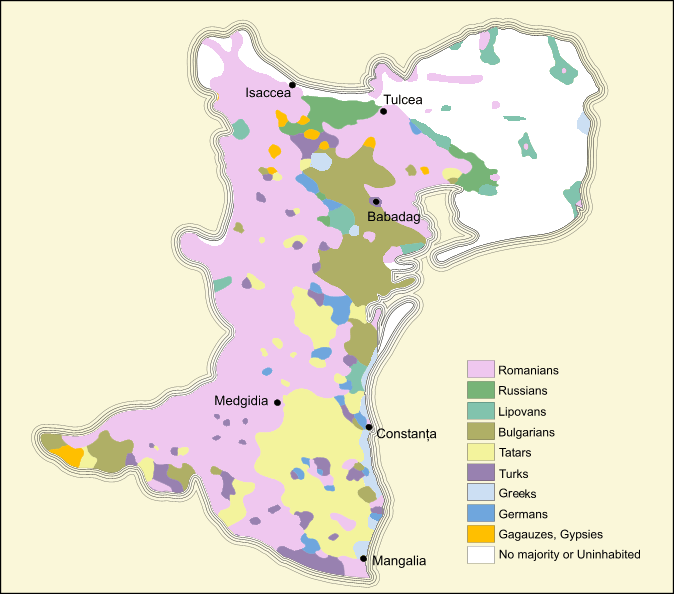
Tatarzy (na żółto) w Dobrudży w 1903
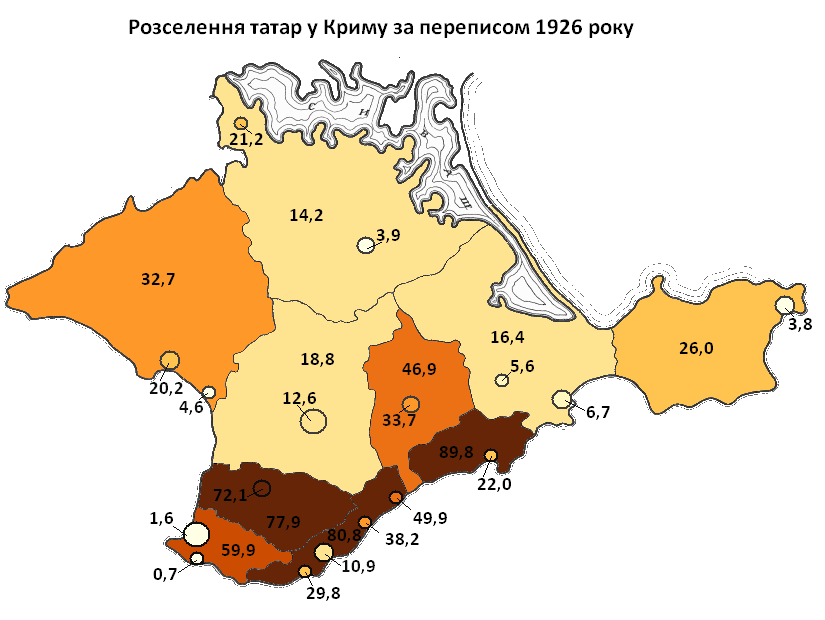
Tatarzy na Krymie w 1926
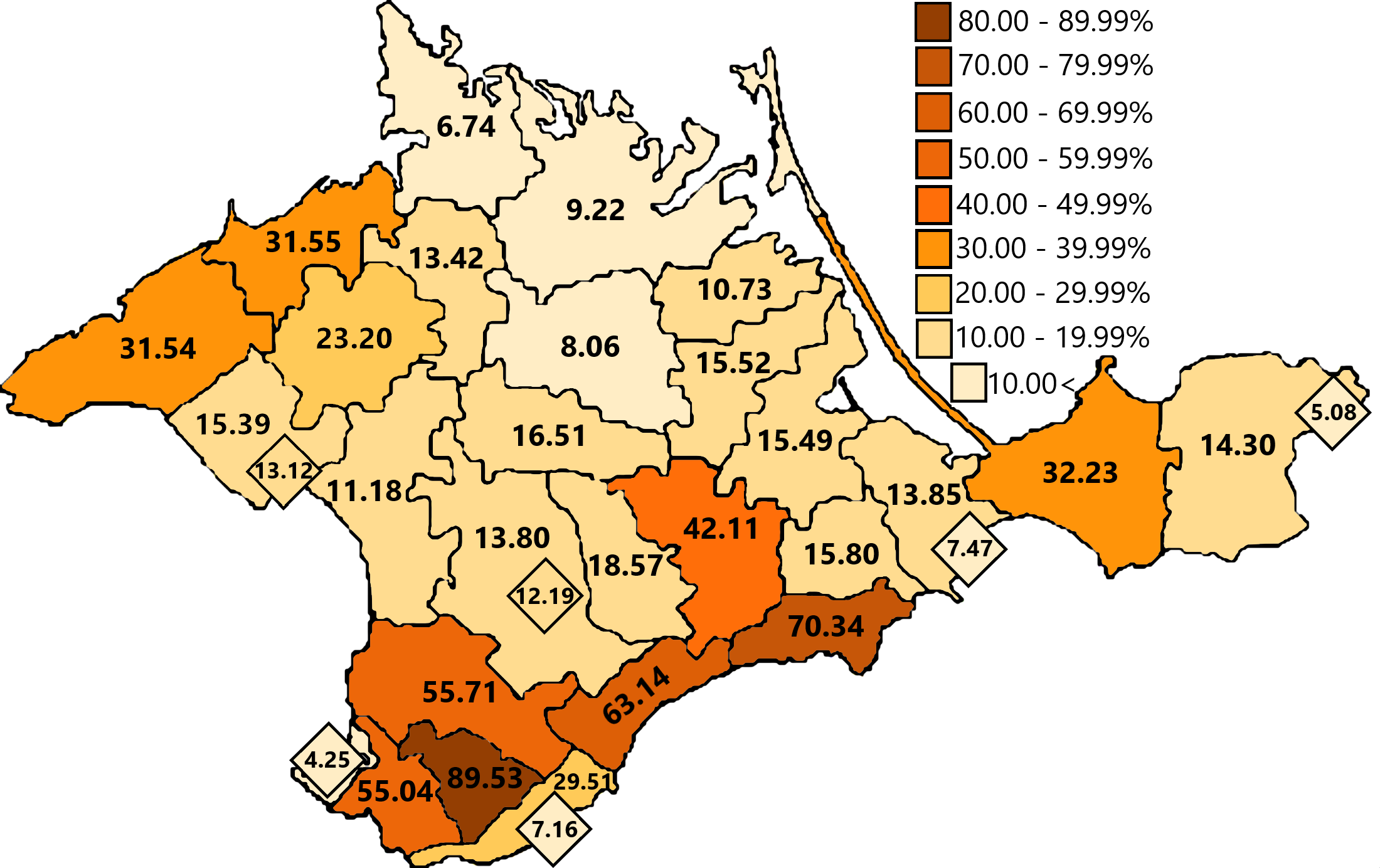
Tatarzy na Krymie w 1939
Tatarzy na Krymie w 2001